# Milles-Nunatak
Der Milles-Nunatak ist ein Nunatak im ostantarktischen Viktorialand. In den Usarp Mountains ragt er am 5 km nordöstlich des Howell Peak am nördlichen Ende der Daniels Range auf.
Der United States Geological Survey kartierte ihn anhand eigener Vermessungen und mithilfe von Luftaufnahmen der United States Navy aus den Jahren von 1960 bis 1962. Das Advisory Committee on Antarctic Names benannte ihn 1970 nach David B. Milles, der im Rahmen des United States Antarctic Research Program von 1967 bis 1968 als Laborant auf der McMurdo-Station tätig war.